# Land Mecklenburg
Land Mecklenburg war zwischen 1934 und 1952 die Bezeichnung
1. für das vereinigte Mecklenburg aus den Freistaaten Mecklenburg-Strelitz und Mecklenburg-Schwerin, die 1934 unter nationalsozialistischem Druck unter Reichsstatthalter Friedrich Hildebrandt wiedervereinigt wurden;
2. für das Land, das 1945 aus Mecklenburg und den bei Deutschland bleibenden Resten der preußischen Provinz Pommern und dem bis dahin zur preußischen Provinz Hannover gehörenden Amt Neuhaus geschaffen wurde und zunächst Mecklenburg-Vorpommern hieß. Dieses Land erhielt 1947 auf sowjetischen Befehl den amtlichen Namen „Mecklenburg“.

## Geschichte

### Geschichte bis 1945
Nach dem Sturz der Monarchie 1918 in den (Teil-)Großherzogtümern Mecklenburg-Schwerin und Mecklenburg-Strelitz erlangten beide Landesteile ab 1918/19 als Freistaaten kurzzeitig politische Selbständigkeit. Sie unterhielten getrennte Landtage, gaben sich eigene Verfassungen, hielten aber am gemeinsamen Oberappellationsgericht fest. Schon 1926 versuchte die Regierung von Mecklenburg-Strelitz gerichtlich eine Einigung mit Mecklenburg-Schwerin zu erzwingen, was aber misslang.  So entstand erst 1934 unter dem Druck des Reichsstatthalters Friedrich Hildebrandt das vereinigte Land Mecklenburg.
Im Jahr 1937 verlor das Land Mecklenburg durch das Groß-Hamburg-Gesetz die Exklaven von Mecklenburg-Strelitz in Schleswig-Holstein (den Domhof Ratzeburg und die Gemeinden Hammer, Mannhagen, Panten, Horst, Waldsfelde), die in den Kreis Herzogtum Lauenburg integriert wurden. Als Ausgleich erhielt Mecklenburg die bis dahin zu Lübeck gehörenden Gemeinden Utecht und Schattin (heute Ortsteil von Lüdersdorf). Außerdem erhielt es die bis dahin pommersche Exklave um Zettemin bei Stavenhagen.

## Verwaltungsgliederung

### 1934–1945

#### Stadtkreise
1. Güstrow
2. Neubrandenburg
3. Neustrelitz
4. Rostock
5. Schwerin
6. Wismar

#### Landkreise
1. Landkreis Güstrow
2. Landkreis Hagenow
3. Landkreis Ludwigslust
4. Landkreis Malchin
5. Landkreis Parchim
6. Landkreis Rostock
7. Landkreis Schönberg
8. Landkreis Schwerin
9. Landkreis Stargard
10. Landkreis Waren
11. Landkreis Wismar

### 1945–1952

Mecklenburg in der DDR (1949–1952)

#### Stadtkreise
1. Greifswald (bis 1950)
2. Güstrow (bis 1950)
3. Neubrandenburg (bis 1946)
4. Neustrelitz (bis 1946)
5. Rostock
6. Schwerin
7. Stralsund
8. Wismar

#### Landkreise
1. Landkreis Anklam
2. Landkreis Demmin
3. Landkreis Greifswald
4. Landkreis Grimmen
5. Landkreis Güstrow
6. Landkreis Hagenow
7. Landkreis Ludwigslust
8. Landkreis Malchin
9. Landkreis Neubrandenburg (ab 1946)
10. Landkreis Neustrelitz (ab 1946)
11. Landkreis Parchim
12. Landkreis Pasewalk (ab 1950)
13. Landkreis Randow (bis 1950)
14. Landkreis Rostock
15. Landkreis Rügen
16. Landkreis Schönberg (ab 1950 Landkreis Grevesmühlen)
17. Landkreis Schwerin
18. Landkreis Stargard (bis 1946)
19. Landkreis Stralsund
20. Landkreis Ueckermünde (bis 1950)
21. Landkreis Usedom
22. Landkreis Waren
23. Landkreis Wismar